# Tatnínov
Tatnínov (en rus: Татнинов) és un poble (una khútor) de l'óblast de Rostov, a Rússia, que en el cens rus del 2010 tenia 352 habitants.